# Motion City Soundtrack
Motion City Soundtrack ist eine 1997 gegründete US-amerikanische Pop-Punk-Band aus Minneapolis, Minnesota.

## Bandgeschichte
Motion City Soundtrack wurde 1997 in Minneapolis gegründet. Vor ihrem ersten Album I Am the Movie veröffentlichte die Gruppe einige EPs.

### I Am the Movie
Ihr erstes Album I Am the Movie nahm die Band 2002 selbst auf. Später wurde das Album bei dem Label Epitaph Records vertrieben.
Nach dem Erfolg des Albums tourten sie 2003 durch die Vereinigten Staaten. Die erste Single wurde The Future Freaks Me Out. Der eingängige Refrain und das ungewöhnliche Musikvideo brachte der – bis dahin unbekannten – Band nationales Ansehen.
Die zweite Single My Favorite Accident erschien am Ende des Jahres.

### Commit This to Memory
Im Jahr 2004 gingen Motion City Soundtrack zusammen mit blink-182 zusammen auf Tour durch Europa und Japan. Daraufhin entschied sich blink-182-Bassist Mark Hoppus, die Produktion für ihr nächstes Album zu übernehmen.
Commit This to Memory wurde Ende 2004 in Los Angeles aufgenommen. Hoppus und die Band verstanden sich gut und das Album übertraf ihre Erwartungen.
Der Albumtitel Commit This to Memory wurde schon sehr früh in der Produktion ausgewählt. Er stammt aus dem Text des Songs Hangman. Anfang 2005 war die Produktion fertig. Bereits einige Monate vor dem offiziellen Erscheinen konnte man das Album in Internettauschbörsen finden.
Die erste Single Everything Is Alright und das dazugehörige Musikvideo wurde bei MTV und Fuse TV gespielt. Außerdem kam der Song in den Saints Row Soundtrack.

### Even If It Kills Me
2007 begannen die Aufnahmen des dritten Studioalbums der Band. Die Produktion übernahmen Ric Ocasek, Adam Schlesinger, Eli Janney.
In einer Serie von Weblogs dokumentierten Sänger Pierre und Bassist Taylor die Entstehung des Songs "The Conversation" einer Klavierballade, die nur aus den Klavierklängen und der Stimme Pierres besteht. Die Weblogs wurden über eine eigens dafür eingerichtete Webseite veröffentlicht, sie enthielten darüber hinaus auch noch kurze Snippets von neuen Songs.
Um den Leak des Albums zu erschweren, stattete die Band die ersten Kopien mit einer Warnung aus, die sich an Kritiker und Vermarkter richtete. Joshua Cain nannte dies „a threatening letter“ (deutsch: Drohbrief). Alternativ dazu wurden die verantwortlichen Parteien einfach ins Studio eingeladen, um es dort zu hören.
Das Album entpuppte sich als das kommerziell erfolgreichste Album der Bandgeschichte. Auch seitens der Kritiker fand das Album den bisher besten Anklang. Zahlreiche einflussreiche Magazine wie das britische Musikmagazin Kerrang lobte die Band und gab ihr Vier von Fünf möglichen Sternen. Absolute Punk gab eine Wertung von 83 % und das Album landete auf Platz 1 der Top Independent Album Charts und auf Platz 16 der Billboard 200, da es sich bereits in der ersten Woche 33.000 mal verkaufte.

### My Dinosaur Life
Im Juni 2008 gaben Motion City Soundtrack in mehreren Podcasts bekannt, dass sie sich wieder ins Studio begeben werden, um dort die Aufnahmen für ein weiteres Album zu beginnen. Als Produzent agiert, wie bereits bei Commit This To Memory blink-182-Bassist Mark Hoppus.
Sein Vorhaben kommentierte er mit den Worten: 

“I think that Memory is a really great record […] For me, it encapsulates what Motion City Soundtrack is and can do. Now they want to make a record that's along those lines but pushes it even further.”

„Ich denke, dass Memory eine wirklich großartige Platte ist […] Für mich fasst es zusammen was Motion City Soundtrack ist und was sie tun können. Jetzt wollen sie ein Album machen das auf diesem Pfad fortführt und sogar noch darüber hinaus.“

Das Album solle die härtere, experimentellere Seite von ihnen untermalen. Im Weiteren meinte er, dass er sich als Fan der Band sehr darüber freue ihnen zu helfen ihre Ideen zu verwirklichen, und dass es eine Seite auf diesem Album gebe, auf die er sehr gespannt sei, an ihr zu arbeiten.
Am 28. Juni beendete die Band die Aufnahmearbeiten. In einem Interview gab Frontmann Justin Pierre den Namen des Albums preis. Es soll My Dinosaur Life heißen. Bei dem ersten Konzert der Reunion-Tour von blink-182, bei der sie Vorband waren, spielten sie einen Song des Albums namens A Life Less Ordinary.
Im Dezember 2009 wurde die erste Single Disappear des neuen Albums zunächst als offizielles Video auf MySpace veröffentlicht und später auch bei iTunes eingestellt. Her Words Destroyed My Planet wurde ebenfalls bei iTunes zum Verkauf freigegeben.
Veröffentlicht wurde das Album My Dinosaur Life am 19. Januar 2010. Es erschien zudem als Deluxe-Version mit sogenannten ‘Picture-Disks’.

## Diskografie

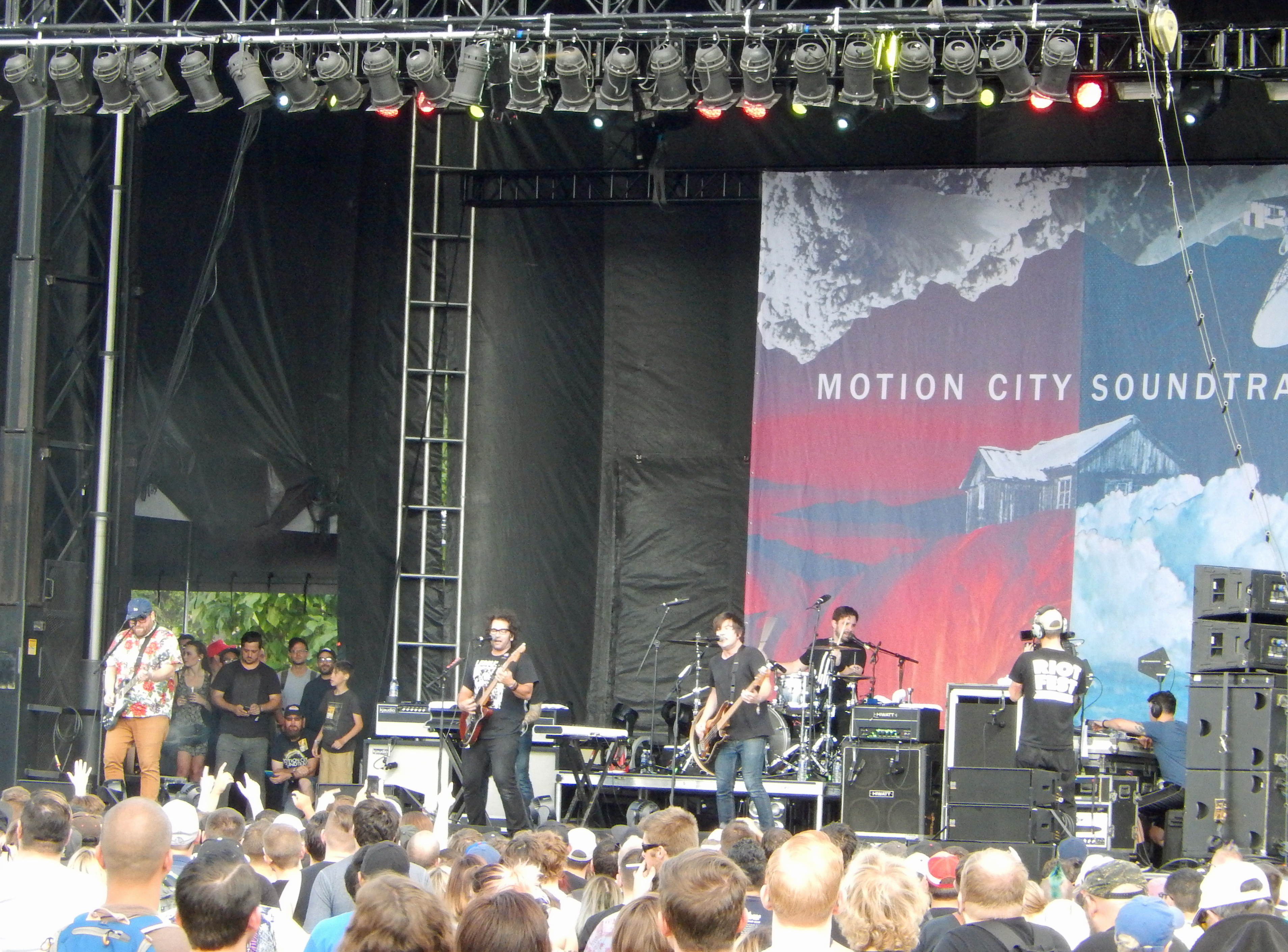
Motion City Soundtrack auf dem Riot Fest 2016

### Alben
- I Am the Movie (2003; Epitaph Records)
- Commit This to Memory (2005; Epitaph Records, US: Gold)[1]
- Even If It Kills Me (2007; Epitaph Records)
- My Dinosaur Life (2010; Columbia Records)
- Go (2012; Epitaph Records)
- Panic Station (2015)

### EPs
- Kids for America (2000)
- Back to the Beat (2000)
- Motion City Soundtrack/Schatzi (2003)
- Limbeck/Motion City Soundtrack 7" Split (2004)
- Matchbook Romance/Motion City Soundtrack (2004)
- Live at Lollapalooza 2007: Motion City Soundtrack (2007)
- Acoustic EP (2008)

### Singles
- Promenade/Carolina (1999)
- The Future Freaks Me Out (2003)
- My Favorite Accident (2003)
- Everything Is Alright (2005, US: Gold)
- Hold Me Down (2006)
- L.G. Fuad (2006)
- Broken Heart (2007)
- This Is for Real (2007)
- It Had to Be You (2008)
- Fell in Love Without You (Acoustic) (2008)
- Disappear (2009)
- Her Words Destroyed My Planet (2009)
- True Romance (2012)
- Timelines (2012)